# عرب احمد
عرب احمد (به لاتین: Arab Ahmet) یک منطقهٔ مسکونی در قبرس شمالی است که در لفکوشای شمالی واقع شده‌است. عرب احمد ۳٬۵۵۰ نفر جمعیت دارد.